# Trichocladus goetzei
Trichocladus goetzei är en trollhasselart som beskrevs av Adolf Engler. Trichocladus goetzei ingår i släktet Trichocladus och familjen trollhasselfamiljen. Inga underarter finns listade i Catalogue of Life.